# عاكس مكافئ

قطع مكافئ دائري

عاكس مكافئ (بالإنجليزية: Parabolic reflector)‏ هو سطح عاكس (سواء كان طبق أو مرآة) يستخدم في مشاريع جمع الطاقة والضوء والصوت، وموجات الراديو. وشكله هو جزء من سطح مكافئ، وسطحه تم إنشاؤها وتشكيلة بواسطة القطع المكافئ يدور حول محوره. العاكس المكافئ يقوم بتحويل الموجات الطائرة المتنقلة والواردة على طول المحور إلى موجة كروية تتلاقى عند نقطة التركيز. وعلى العكس، فإن الموجات الكروية التي يتم إنشاؤها بواسطة مصدر نقطة ينعكس في التركيز والتكاثر إلى موجة طائرة وبمثابة شعاع موازى على طول المحور.
وتستخدم عاكسات القطع المكافئ لجمع الطاقة من المصادر البعيدة (على سبيل المثال: موجات الصوت أو الضوء القادم من النجوم) وإحضاره إلى بؤرة العدسة، وبالتالي تصحيح الانحراف الكروي والموجودة في أبسط العاكسات الكروية. وبما أن مبادئ الانعكاس المنتظم قابلة للعكس، فإن عاكسات القطع المكافئ يمكن أيضا أن تستخدم في بث طاقة من مصدر تركيزها نحو الخارج في شعاع مواز، المستخدمة في أجهزة مثل الأضواء والمصابيح الأمامية للسيارات.